# Megaselia namakiae
Megaselia namakiae (лат.) — вид мелких мух-горбаток рода Megaselia из подсемейства Metopininae (двукрылые горбатки). Эндемик Ирана.

## Распространение
Центральная Азия, Иран (провинция Западный Азербайджан, Khoy city, Evogli region, 38°42.436’N, 45°12.246’E, высота 968 м).

## Описание
Мелкие мухи длиной около 1 мм (крылья до 1,2 мм). Лоб без тонких микротрихий. Щека с 1 щетинкой. Грудь коричневого цвета, с 3 нотоплевральными щетинками, без расщелины перед ними; мезоплевра с волосками. Вид был впервые описан в 2019 году иранскими энтомологами Р. Н. Хамени с коллегами (Khameneh R. N., S. Khaghaninia, N. Maleki-Ravasan; University of Tabriz, Тебриз, Иран) и британским диптерологом Генри Диснеем (R. Henry L. Disney; Department of Zoology, Кембриджский университет, Кембридж, Великобритания). Видовое название дано в честь Roya Namaki Khameneh (Ph.D., Department of Plant Protection, Тебриз, Иран).